# Henryk Alszer
Henryk Alszer (Chorzów,  7 mei 1918 – Ruda Śląska, 31 december 1959) was een Pools voetballer. Alszer speelde tijdens zijn carrière voor onder meer het Franse RC Lens en Ruch Chorzów. Op het moment van zijn overlijden in 1959 was hij nog steeds actief als voetballer.
Alszer speelde 13 wedstrijden voor het Pools voetbalelftal. Hij maakte zijn debuut op 25 augustus 1948 in een wedstrijd tegen Joegoslavië. Hij maakte tevens deel uit van de selectie voor de Olympische Zomerspelen 1952, waar Polen na een 2-0 nederlaag tegen Denemarken al na de eerste ronde was uitgeschakeld.